# Times Square–Calle 42 (metro de Nueva York)
Times Square–42nd Street (Time Square-Calle 42) es la estación más concurrida de todo el complejo del metro de Nueva York, uniéndose con cuatro líneas, con una transferencia gratuita a través de un pasadizo a una quinta (Calle 42–Terminal de Autobuses de la Autoridad Portuaria en la línea de la Octava Avenida.

## Línea del Transbordo de la Calle 42
Times Square fue originalmente una estación local llamada "Calle 42" en el primer metro de la ciudad de Nueva York en 1904. Desde 1918 se usaron tres vías para vagones; la vía expresa del sur fue removida y reemplazada por una plataforma temporal de madera para acceder a la vía expresa norte original.  No existen vías de conexión entre la línea local del norte y las otras dos vías en ninguna parte a lo largo de las estación.  Las plataformas de ubican en ambos costados (en la plataforma local antigua) y donde era la vía expresa sur, las tres plataformas se conectan en el lado norte (oeste de la brújula).  Esta pasarela cruza la vía local norte en un puente que ha sido levantado para el único acceso de esa vía fusionada con la parte local norte de la línea de la Séptima Avenida y Broadway a través del alineamiento original del metro (la actual estación norte de la Séptima Avenida y Broadway).   Esta vía se usa solamente para los trenes de eventos especiales y trabajos nocturnos.  Las otras tres vías se usan para las líneas paralelas a esta.
Debido a la curvatura de las plataformas, se usa material de relleno para reducir la brecha entre el tren y la plataforma.  Un paso subterráneo se utiliza para conectar el lado original de las plataformas que se encuentran entre el centro de la pista local y las dos pistas de la línea Broadway, que corre perpendicular a la lanzadera.

## Línea Flushing
Times Square tiene una plataforma central entre las dos vías localizadas a lo largo de la calle 41 Oeste. Hay escaleras, escaleras eléctricas y un ascensor a lo largo de la plataforma contigua a diversos entrepisos. Hay "TS" mosaicos de azulejos y baldosas a lo largo de las paredes de la estación. La oficina se encuentra situada en el extremo norte de la plataforma.  Un elevador fue recientemente instalado y conectado a la plataforma de la 7.ª Avenida.
Las vías continúan hacia el sur (brújula oeste) más allá de la estación hacia una zona de almacenamiento no utilizada y hacia una zona de escalas. Si la línea Flushing fuese extendida, a como se ha propuesto, los trabajos tendrían que hacerse para mejorar este tramo. El nivel cerrado inferior de la plataforma en la terminal de buses de la calle 42 en la línea de la Octava Avenida tendría que ser también removida.

## Línea Broadway
Times Square–42nd Street es una estación expresa con cuatro vías y dos plataformas centrales. Las conexiones con las otras líneas están en los extremos norte de las plataformas. Esta estación recibió una pequeña revisión a finales de los años 70. El MTA reparó la estructura de la estación e inspeccionar la apariencia, en la que se repararon las escaleras y bordes de la plataforma, se removieron rampas para peatones, y se reemplazaron las lámparas del alumbrado. Entre el 2004 y el 2006, las estaciones recibieron grandes inspecciones y reparaciones, incluyendo el mejoramiento en los accesos para discapacitados, y la restauración de las baldosas que databan desde la década de 1910s. El MTA reparó las escaleras, los azulejos de las paredes, el añado de nuevas baldosas en el piso, instalación de nuevas luces y el sistema de direcciones, nuevos letreros de seguridad en los bordes de las plataformas, y la instalación de nuevas vías férreas en ambas direcciones.

## Línea de la Séptima Avenida-Broadway
Times Square–42nd Street es una estación expresa con cuatro plataformas con cuatro vías y dos plataformas centrales. El acceso a las otras líneas se encuentra en el extremo norte y en el centro de cada plataforma. Un ascensor fue recientemente instalado y está en funcionamiento, pero hay muy pocos letreros en la estación que muestra donde están.
Justo al sur de la estación, un quinto centro de pista comienza, formada por una conexión desde cada vía expresa. Esta vía se divide de nuevo en dos vías expresas justo antes de la Calle 34–Estación Penn.
Esta sección de la línea fue el sitio del naufragio de 1928 que causó la muerte de 16 personas, el segundo peor en la historia de la ciudad de Nueva York.

## El complejo
El transbordo gratuito entre la IRT y la BMT fue añadido en 1948. El otro transbordo, que se extiende una cuadra al oeste de la Calle 42–Terminal de Autobuses de la Autoridad Portuaria en la línea de la Octava Avenida, fue añadida tiempo después. Desde 1991, el cielo raso de los pasillos ha mostrado una serie de letreros con estilos Burma Shave que forman un poema llamado "Commuter's Lament" (en español:"Los Lamentos de un Pasajero") por Norman B. Colp. El poema va así: "Quedarse dormido/Muy cansado/Si es tarde/Se despide./¿Por qué molestarse?/¿Por qué el dolor?/Sólo vete a casa/Hazlo otra vez./" con el último panel está una foto de una cama.. Los paneles fueron parte de un proyecto artístico que fue supuestamente sólo debería de durar un año, pero nunca lo quitaron.
Esta estación ha estado en construcción durante varias etapas desde 1994. La reconstrucción incluyó una nueva entrada en el lado sur de la calle 42 entre Broadway y la Séptima Avenida, ofreciendo un brillante letrero intermitente de neón con el símbolo de la ruta y con las palabras "Subway" o metro. La tarifa de control al nivel de la calle en este sitio muestra características originales restauradas de los mosaicos que dicen "Times Square" del contrato de las estaciones del servicio I (ahora usada por el shuttle), y ambas escaleras y escaleras eléctricas llevan hacia el complejo. También hay entradas similares renovadas en el noroeste y el sudoeste de los rincones de la Séptima Avenida y la calle 42, este último de los cuales tiene tanto escaleras eléctricas y escaleras, mientras que el primero sólo tiene escaleras.
En 1999, una restauración de US$44 millones empezó en el complejo. La meta es reducir la congestión e mejorar el acceso a los usuarios, comodidad y seguridad al implementar líneas visuales e incrementar la capacidad de aceras para peatones. El corredor principal se está ampliando a 15 pies, y el número de esquinas se ha reducido; y conforme a la ley  ADA está siendo introducida con nuevos ascensores; nuevas escaleras eléctricas están siendo construidas; y otros corredores están siendo ampliados. El mezanine encima de la línea de Broadway, que antes era una tienda de discos, que ahora cuenta con un gran balcón oval con vista hacia las vías y ha reducido la sensación de claustrofobia descrito por muchos usuarios. En el 2004, cuatro baños unisex fueron inaugurados en la entreplanta entre las líneas IRT y BMT; proveídos y mantenidos por los empleados de la Alianza Times Square, el Distrito de Mejoramiento de Negocios locales. La tienda de discos volvió a abrir en 2007 en el lado sur del corredor de la IRT / TMO.
El entrepiso ha sido un importante espacio para los artistas intérpretes del metro desde la apertura de la estación.

## Profundidad relativa
- Línea 42nd Street Shuttle, 20 pies bajo el nivel de la calle
- Línea de la Octava Avenida (una cuadra al oeste), 30 pies
- Línea de la Séptima Avenida-Broadway, 40 pies
- Línea Broadway, 50 pies
- Línea Flushing, 60 pies

## Conexiones de buses
- M6, M7, M10, M20, M27, M42, y el bus M104